# John Fletcher

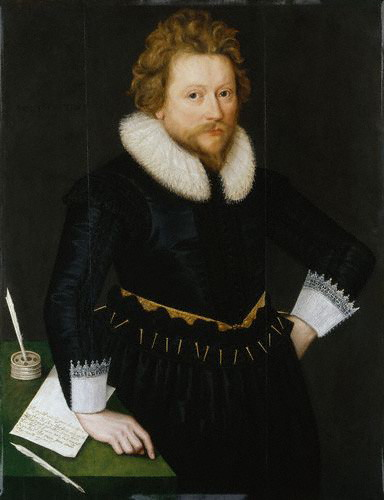
John Fletcher

John Fletcher (ur. 1579 w Rye hrabstwie Sussex, zm. 1625 w Londynie) – angielski pisarz, autor wielu sztuk w okresie panowania Jakuba I. 
Pochodził ze znanej i zamożnej rodziny, ukończył Corpus Christi College na Uniwersytecie Cambridge. Był następcą Williama Szekspira na stanowisku głównego autora sztuk dla King’s Men. W swoich czasach należał do najbardziej wpływowych ludzi teatru, jego sława nie odbiegała od tej, którą zdobył Szekspir. W swoim dorobku ma liczne przedstawienia, komedie i tragedie. 
Przyjmuje się, że napisał razem z Szekspirem dwie sztuki:
- Dwóch szlachetnych krewnych
- Cardenio

Współpracował również z Francisem Beaumontem.